# Acatlán de Pérez Figueroa (kommun)
Acatlán de Pérez Figueroa är en kommun i Mexiko.   Den ligger i delstaten Oaxaca, i den sydöstra delen av landet, 290 km öster om huvudstaden Mexico City. Antalet invånare är 42 347. Arean är 934 kvadratkilometer.
Terrängen i Acatlán de Pérez Figueroa är kuperad åt sydväst, men åt nordost är den platt.
Följande samhällen finns i Acatlán de Pérez Figueroa:
- Acatlán de Pérez Figueroa
- Tetela
- Zona Urbana Ejidal
- Arroyo de Enmedio
- Rancho Grande
- La Defensa
- Tembladera del Castillo
- El Porvenir
- Tembladera de la Selva 1
- Arroyo de Pita
- Los Corrales
- Guadalupe de los Reyes
- Cosolapa Sarmiento
- Torreón
- Miguel Hidalgo
- Buenos Aires
- Las Maravillas
- La Coraza
- Tembladera Vista Hermosa
- Peña Blanca
- El Zapote
- La Reforma
- La Guadalupe
- La Estrella
- Emiliano Zapata
- Plan de Ayala
- Santa Cruz
- Los Lirios
- Fraccionamiento los Huertos
- Esperanza Madero
- Aserradero Segundo
- Laguna Verde